# Drimys obovata
Drimys obovata är en tvåhjärtbladig växtart som beskrevs av A. C. Smith. Drimys obovata ingår i släktet Drimys och familjen Winteraceae. Inga underarter finns listade.